# IC 4632
IC 4632 је ознака објекта на координатама са ректансцензијом 16h 58m 32,0s и деклинацијом + 22° 54" 56'. Открио га је Гијом Бигурдан, 24. августа 1891. Каснијим посматрањима на том положају није уочен никакав астрономски објекат.